# Lista de termos cristãos em árabe
Esta lista de termos cristãos em árabe consiste de conceitos derviados da tradição cristã e árabe, com palavras expressas na língua árabe. Esses termos são incluídos como transliterações, frequentemente acompanhadas da grafia original em árabe. Embora o islamismo seja a religião dominante entre os árabes, há um número significativo de cristãos árabes em regiões do Oriente Médio que no passado foram cristãs e que em geral estiveram sob o domínio do Império Bizantino, de modo que talvez haja 20 milhões de árabes cristãos vivendo pelo mundo (com populações significativas em países como Egito, Líbano, Brasil, México, Jordânia, Síria, Sudão, Iraque, Estados Unidos, Canadá, Reino Unido e Austrália). A cristandade existe no mundo árabe desde o Século I. 

## A
al-Āb (الآبُ)Deus, o Pai
Allāh (الله)literalmente "Deus"; é também usado de forma religiosa pelos árabes muçulmanos e judeus. Os católicos em Malta chamam Deus de Alla na língua maltesa. O nome Allah é também usado por cristãos em países de predominância islâmica e nos quais as duas fés coexistem, tais como Indonésia, Líbano, Turquia, Síria, Egito, Iraque e Nigéria.

## B
Bābā Nuwayl (بابا نويل)Papai Noel/Pai Natal (Uma tradução e um empréstimo parcial do termo francês Père Noël)
Bismi l-Ābi wa l-Ibni wa r-Rūḥi l-Qudus (بِاسْمِ الآبِ وَالاِبْنِ وَالرُّوحِ الْقُدُسِ, também grafado بِسْمِ الآبِ وَالاِبْنِ وَالرُّوحِ الْقُدُسِ)"Em nome do Pai, do Filho e do Espírito Santo". Às vezes seguido por الإله الواحد al-Ilāhu l-Wāḥid "O único Deus", para enfatizar o monoteísmo.
Brūtistāntī (بروتستانتي)Protestante (também pronunciado "Prōtistāntī")

## I
‘Īd Kulli l-Qiddīsīn (عيد كل القديسين)Dia de Todos-os-Santos
‘Īdu l-‘Anṣarah (عيد العنصرة)Pentecostes
‘Īdu l-Fiṣḥ (عيد الفصح) ou ‘Īdu l-Qiyāmah (عيد القيامة)Páscoa
‘Īdu l-Jasad (عيد الجسد)a festa católica de Corpus Christi
‘Īdu l-Mīlād (عيد الميلاد)"Dia do Nascimento [de Jesus]" Natal.
‘Īdu ṣ-Ṣu‘ūdi (lil-Masīḥ) (عيد الصعود)Festa da Ascensão
‘Īdu l-Mawtā (عيد الموتى)Dia dos Fiéis Defuntos
Injīl (إنجيل)Um dos quatro evangelhos (do grego Ευαγγελια "Boas Novas"); os muçulmanos usam esse termo para se referir à totalidade do Novo Testamento ou para o hipotético e incorrupto evangelho de Jesus.
Iqūna (إيقونة)Ícone

## J
Jaras (جرس)o sino da igreja

## K
Kanīsa (كنيسة)igreja, similar ao termo hebraico Knesset literalmente "Assembleia".
Kathūlīkī (كاثوليكي)Católico
Kātidrā'iyyah كاتدرائية)Catedral

## M
al-Masīḥiyyah (المسيحية)Cristandade (literalmente "Messiânico")
Masīḥī (مسيحي)Cristão (literalmente: "do Messias")
Mubaššir (مبشر)missionário cristão

## N
Naṣrānī (نصراني)um termo islâmico tradicional para designar os cristãos (literalmente "nazareno"). Entretanto, os árabes cristãos não o utilizam para referência a si próprios. Pode ter conotação pejorativa em alguns contextos.
Nāṣirī (ناصري)Pessoa de Nazaré (também um seguidor de Gamal Abdel Nasser)

## O
Orthodoxī (أرثوذكسي)Ortodoxo

## Q
Qibti, Qubti (قبطي)Copta
Qudās (قداس)Missa

## R
ar-Rūḥu l-Qudus (الرُّوحِ الْقُدُسِ)O Espírito Santo

## S
Ṣalīb (صليب)Cruz
Sim‘ānu l-Ghayūr (سِمْعَانُ الْغَيُور)Simão, o Zelote

## T
Tabšīr (تبشير)literalmente "o espalhar das Boas Novas" - o trabalho missionário dos cristãos
Tajassud (تجسد)Encarnação (de Jesus Cristo)
ath-Thālūth (الْثاَلُوث)a Santíssima Trindade

## Y
Yasū‘ (يَسُوعَ)o nome árabe cristão de Jesus (o termo empregado pelos árabes muçulmanos é Isa عيسى)
Yawmu l-Jum‘ati l-Ḥazīna (الجمعة  الحزينة)Sexta-Feira Santa